# Befreiungsausschuss Südtirol
Der Befreiungsausschuss Südtirol (BAS) war eine separatistische, terroristische Organisation, die in Südtirol vom Ende der 1950er bis zum Ende der 1960er Jahre operierte. In der Anfangsphase konzentrierten sich die Aktivitäten auf die Sprengung von symbolträchtigen Objekten und von Infrastruktur, später verlagerten sie sich auf Attentate auf italienische Sicherheitskräfte.
Das ursprüngliche Ziel der um die Mitte der 1950er Jahre von Sepp Kerschbaumer und acht Mitstreitern gegründeten BAS war das Selbstbestimmungsrecht für die Südtiroler Bevölkerung. 1969 stellte die Organisation ihre Aktivitäten ein. Mindestens 14 oder 15 Angehörige der italienischen Behörden verloren nach staatlicher Darstellung durch Anschläge ihr Leben, wobei in mehreren Fällen die Urheberschaft des BAS umstritten ist; sehr viele weitere Militärangehörige, Polizisten und Zivilisten kamen auf indirekte Weise ums Leben oder wurden verletzt. Auf Seiten der Südtiroler Attentäter gab es ebenfalls etliche Todesopfer und Verwundete, manche als Folge von Folterung durch die italienischen Staatsorgane.

## Vorgeschichte
Südtirol wurde nach dem Ersten Weltkrieg vom Königreich Italien annektiert. Die 1922 an die Macht gekommene faschistische Regierung forcierte die Italianisierung der Region, die im Verbot der Muttersprache bis hin zur zwangsweisen Übersetzung der Namen gipfelte. Auch nach dem Zweiten Weltkrieg und dem ersten Autonomiestatut von 1948 wurde eine Majorisierungspolitik weiterverfolgt: Den überwiegend in der Landwirtschaft tätigen deutschsprachigen Südtirolern wurde die Lebensgrundlage entzogen, der Zugang zur Arbeit in den italienischen Industriebetrieben erschwert und der Bezug von staatlichen Sozialwohnungen verwehrt. Letztere wurden in den Fünfzigerjahren in großer Zahl gebaut, aber nur den zugewanderten Italienern zur Verfügung gestellt. Dies führte auch zur Abwanderung von deutschsprachigen Südtirolern ins Ausland.

## Geschichte
Nach einigen Flugblattaktionen (u. a. auf Schloss Sigmundskron), die von Sepp Kerschbaumer organisiert wurden, wurde ab 1958 Sprengstoff beschafft, teils aus Nordtirol, teils aus Italien, wahrscheinlich auch aus der Bundesrepublik Deutschland. 1959/60 kam es zu Auseinandersetzungen zwischen Nord- und Südtiroler Akteuren um die Vorherrschaft im BAS, wobei sich vorläufig der Südtiroler Teil behaupten konnte, da Aktivisten aus Nordtirol nach Sprengstoff- und Waffenfunden festgenommen worden waren. Zu Beginn der gewaltsamen Aktivitäten war das oberste Gebot der BAS-Aktivisten, vorläufig Menschenleben um jeden Preis zu schonen; einige Aktivisten wie Fritz Molden, Gerd Bacher und Georg Klotz dachten jedoch schon früh an die Führung eines Partisanenkrieges – im Gegensatz zum später hervortretenden Innsbrucker Universitätsassistenten Norbert Burger, der zunächst eher der Linie Kerschbaumers anhing und vorläufig eine Kleinkriegführung als unrealistisch ansah. Die Anschläge der Gruppe richteten sich daher zunächst gegen Sacheigentum mit symbolischem Gehalt, wie etwa Hochspannungsmasten – über die die Industrie Norditaliens elektrische Energie erhielt –, Sozialwohnbauten für zuziehende Italiener und Denkmäler aus der Zeit des Faschismus wie das Bozner Siegesdenkmal und die italienischen Ossarien des Ersten Weltkrieges. Trotzdem wurde während der sogenannten Feuernacht der Straßenwärter Giovanni Postal getötet, als er eine fehlgezündete Bombe fand und diese detonierte.
Die Gründung des BAS steht in engem Zusammenhang mit der unzureichenden Umsetzung des Gruber-De-Gasperi-Abkommens aus dem Jahr 1946, in welchem der deutschen Sprachgruppe Südtirols seitens der italienischen Zentralregierung autonome Grundrechte und weitgehende Selbstverwaltung zugestanden worden waren. Der staatlich geförderte laufende Zuzug italienischer Arbeitsmigranten, das schwindende Vertrauen in den Erfolg einer diplomatischen Lösung und eine deutschnationale Gesinnung bestärkten die numerisch kleine Gruppe des BAS in ihrem Vorhaben, mit Hilfe von Bombenanschlägen eine Lösung Südtirols von Italien und eine Wiedervereinigung mit dem österreichischen Ost- und Nordtirol zu erzwingen. (siehe Geschichte Südtirols).
Nach Aussagen des Aktivisten Rigolf Hennig setzte sich der frühe BAS aus drei Gruppen zusammen. Einheimische Süd- und Nordtiroler bildeten die erste Gruppe. Die zweite stellten die Deutschnationalen, hauptsächlich bundesdeutsche und österreichische Burschenschafter, so etwa Heinrich Bünger aus Köln. Die dritte setzte sich aus ehemaligen österreichischen Widerständlern gegen den Nationalsozialismus wie etwa Helmut Heuberger zusammen. Hennig zufolge befanden sich unter den BAS-Aktivisten auch diverse ehemalige Soldaten der Waffen-SS und der Spezialeinheit Brandenburg.
Nach Inhaftierung der führenden BAS-Aktivisten infolge der Feuernacht wurden von verschiedenen Gruppen mit teils neonazistischem Hintergrund – wobei es sich hier zumeist um geheimdienstliche Spitzel und um entsprechende Provokationen handelte – bis in die späten 1980er Jahre deutlich brutalere Anschläge durchgeführt, die mehrere Menschenleben forderten. Die italienischen Behörden hatten ab 1961 ihrerseits zur Eskalation der Gewalt beigetragen. Schwere Folterungen von inhaftierten BAS-Aktivisten durch Carabinieri wurden von italienischen Gerichten großteils nicht geahndet, während die BAS-Aktivisten teils zu langen Haftstrafen verurteilt wurden. Infolge der Feuernacht begann zudem der italienische Geheimdienst SIFAR in Südtirol mit gezielten Provokationen das Klima der Spannung zu verschärfen, um die Verhandlungsposition der Südtiroler Volkspartei während der parallel laufenden Autonomieverhandlungen zu schwächen.

### Erste Phase 1956–1961
Erste Anschläge von BAS-Mitgliedern erfolgten im September 1956. Eine zweite Serie von Anschlägen wurde im Januar 1957 durchgeführt.

### Zweite Phase 1961/62
Mit dem Sprengstoffanschlag am 31. Januar 1961 in Waidbruck trat der BAS zum ersten Mal selbst aktiv in Erscheinung. Dabei wurde das faschistische Reiterstandbild „Al genio del fascismo“ (aus Aluminiumguss, 1938 errichtet, 1945 umbenannt in „Al genio del lavoro“ – Arbeitsgeist), der so genannte „Aluminium-Duce“, vor dem Wasserkraftwerk Waidbruck, von den Nordtiroler BAS-Mitgliedern Kurt Welser, Heinrich Klier und dem Südtiroler BAS-Mitglied Martl Koch gesprengt.
Danach erfolgte ein Bombenanschlag auf das Haus von Ettore Tolomei in Montan, einer Symbolfigur der Italianisierung, ausgeführt von Josef Fontana.
Den Höhepunkt bildete die Feuernacht in der Nacht vom 11. auf den 12. Juni 1961. In Bozen und Umgebung wurden hierbei 42 Strommasten gesprengt.
In der so genannten kleinen Feuernacht in der Nacht vom 12. auf den 13. Juli 1961 wurden acht weitere Strommasten gesprengt, um den Zugverkehr lahmzulegen.
In den folgenden Tagen wurden Sepp Kerschbaumer sowie 150 weitere Mitglieder des BAS verhaftet. Die Inhaftierten klagten über „brutale Methoden“ der italienischen Polizei und gaben an, gefoltert worden zu sein. Am 7. Januar 1962 verstarb – trotz Erster Hilfe durch Josef Sullmann – Anton Gostner in Haft.
Von italienischer Seite wurden die Folterungen dementiert: Man behauptete, die Häftlinge hätten sich die Verletzungen selbst zugefügt. Zehn Carabinieri wurden unter Anklage gestellt: acht davon wurden vom Oberlandesgericht Trient 1963 freigesprochen, zwei fielen unter eine inzwischen erlassene Amnestie. Der Prozess und das Urteil wurden vielfach kritisiert.
Am 28. November 1961 erneuerte die UNO-Vollversammlung ihre Südtirol-Resolution vom Oktober 1960, aber nicht in dem Ausmaß, welches der BAS für Südtirol erreichen wollte.
Am 16. Juli 1964 wurden 35 BAS-Mitglieder im sogenannten Mailänder Prozess schuldig gesprochen, hiervon jedoch 13 sofort begnadigt. Weitere 27 angeklagte BAS-Mitglieder wurden freigesprochen.
Die von italienischer Seite als milde angesehenen Urteile wurden ermöglicht, da der Präsident des Schwurgerichts, Gustavo Simonetti, auf Druck der Regierung Aldo Moro die Anklagepunkte „Anschlag auf die Einheit des Staates“ und „Anschlag auf die Verfassung“ fallen ließ und so der von der Staatsanwaltschaft geforderten lebenslangen Mindeststrafe die Grundlage entzog; dies wurde auch dadurch ermöglicht, dass Sepp Kerschbaumer zur Rettung der politischen Häftlinge von der Sezession abging und die Autonomie als Ziel bzw. als Zweck darstellte.
Sepp Kerschbaumer als Führer des BAS wurde zu 15 Jahren und 11 Monaten Gefängnis verurteilt und verstarb bereits frühzeitig (1964) in italienischer Haft. Norbert Burger, der 1980 in Österreich als Präsidentschaftskandidat für die stark an NS-Vorbildern orientierte österreichische Partei NDP antrat, sowie drei weitere flüchtige österreichische Angeklagte wurden in Abwesenheit zu jeweils mehr als 20 Jahren verurteilt.

### Dritte Phase 1963–1967
Ab 1963 und insbesondere 1964 kam es zu einer erheblichen Eskalation des Konflikts. Aufgrund der weitgehenden Ausschaltung der Gründergeneration des BAS, der zunehmenden staatlichen italienischen Repression und einer Annäherung der Südtiroler Volkspartei (SVP) unter Silvius Magnago und der Regierung Aldo Moro griffen die verbliebenen Mitglieder des BAS zu härteren Methoden. Nun traten auch vermehrt neonazistische und pan-germanistische Kreise in Erscheinung, die das ehemals oberste Gebot, die Schonung von Menschenleben, ins Gegenteil verkehrten und gezielt Mitglieder der staatlichen Organe zu attackieren begannen.
Nach zahlreichen Anschlägen und auch durch Feuerüberfälle in Südtirol gekennzeichneten Kämpfen fand 1963 in Trient ein Prozess gegen jene Carabinieri (Militärpolizei) statt, die der Folter an Südtirolern nach der „Feuernacht“ von 1961 beschuldigt waren. Durch Freisprüche der Carabinieri und zahlreiche Schuldsprüche im 1. Mailänder Prozess gegen die Südtirol-Aktivisten (Urteilsverkündung am 16. Juli 1964, mit teilweise langjährigen Haftstrafen), durch Verwundete und zahlreiche Verhaftungen von Südtirolern und Österreichern kam es zu einer Intensitätssteigerung der Kämpfe, die ab 1964 etliche Tote zur Folge hatte: zu Beginn der Carabiniere Vittorio Tiralongo in Mühlwald im Pustertal auf italienischer Seite, wobei dessen Tod durch Erschießung bis heute nicht endgültig geklärt werden konnte; kurz danach der Südtirol-Aktivist Luis Amplatz auf der Brunner Mahder-Alm bei Saltaus durch einen von italienischer Seite „letztgültig geklärten“, von italienischen Geheimdiensten veranlassten Anschlag des angeworbenen Agenten Christian Kerbler. Eine Aktion des italienischen Militärs und der Polizei, die eine Ausschaltung der Südtiroler Aktivistengruppe der „Pusterer Buam“ („Pustra Buibm“: Pustertaler Buben; in italienischer Diktion: „i quattro bravi ragazzi della valle Aurina“) bewirken sollte, endete mit Großrazzien, mit einem militärischen Fehlschlag und mit zahllosen Übergriffen auch gegen die militärisch nicht beteiligte Zivilbevölkerung im Weiler Tesselberg (10. September 1964); wobei letztere Razzia nur durch das Eingreifen eines italienischen Offiziers nicht weiter eskalierte. Die Jahre 1965 und 1966 brachten weitere Gefechte, Anschläge, Verhaftungen und Tote.
Einige Beispiele:
- 3. September 1964, Mühlwald bei Taufers: Der Carabiniere Vittorio Tiralongo wird erschossen.[13]
- 9. September 1964, Antholz: Bei einem Überfall werden 5 Soldaten schwer verletzt.
- 26. August 1965, Sexten: Die Carabinieri Palmerio Ariu und Luigi de Gennaro werden aus 3 Metern Distanz hinterrücks mit 33 Kugeln erschossen.[13]
- 24. Mai 1966, Pfitscher-Joch-Haus: Der Zöllner Bruno Bolognese wird durch eine an der Eingangstür des Schutzhauses am Pfitscher Joch angebrachte Sprengfalle getötet.
- 25. Juli 1966, St. Martin im Gsieser Tal: Die Zöllner Salvatore Gabitta und Giuseppe D’Ignoti werden erschossen.
- 9. September 1966, Steinalm: Bei einem Bombenanschlag werden der Carabiniere Herbert Volgger sowie die Zöllner Martino Cossu und Franco Petrucci getötet.
- 25. Juni 1967, Porzescharte (Passo di Cima Vallona) in den Karnischen Alpen (Übergang zum Cadore, Provinz Belluno, an der Grenze zu Österreich): Ein Strommast auf der Porzescharte wird gesprengt, die zum Anschlagsort kommenden Alpini und Carabinieri treten möglicherweise auf Minen, deren Herkunft bisher nicht geklärt werden konnte.[14] Vier Militärs sterben, einer überlebt mit schweren Verletzungen.

### Vierte Phase 1967–1969
In der Folge der Ereignisse im Bereich der Porzescharte kam es nochmals zu harten Auseinandersetzungen und zu einem letzten Aufbäumen der Südtirol-Aktivisten.
30. September 1967, Bahnhof Trient: Die Bahnpolizisten Filippo Foti und Edoardo Martini sterben bei einem Anschlag auf den Zug Innsbruck–Trient.
Die Aktivitäten des BAS endeten 1969. Schon vor Abschluss des Südtirol-Pakets gaben die meisten Aktivisten auf, da der Druck auch von österreichischer Seite zu groß wurde. Die Aktivisten wurden in Italien und Österreich ohne Rücksicht verfolgt, was in der Anfangszeit (1961–1963) in Österreich noch nicht der Fall gewesen war.
Insgesamt wurden mindestens 15 Exekutivorgane direkt getötet, wobei jedoch in etlichen Fällen die Urheberschaft nicht geklärt werden konnte bzw. aufgrund verschiedener Indizien als fragwürdig erscheint.
Aufgrund seiner politischen Einstellung und seiner ideellen Mitarbeit beim Befreiungsausschuss Südtirol wurde der Tiroler Landesrat und österreichische Nationalratsabgeordnete Aloys Oberhammer im zweiten Mailänder Prozess 1966 zu 30 Jahren Haft in Italien verurteilt. Genauso wurden auch die Dozenten der Universität Innsbruck Helmut Heuberger und Günther Andergassen verurteilt.
Für den Anschlag auf der Porzescharte wurden Peter Kienesberger und zwei weitere Mitangeklagte in Italien in Abwesenheit im Florentiner Porzescharte-Prozess zu lebenslangen Freiheitsstrafen verurteilt. Mehrere Prozesse in Österreich endeten nach einer anfänglichen Verurteilung nach Wiederaufnahme in Freisprüchen vor Geschworenengerichten.

## Mitglieder
1956 gründete Sepp Kerschbaumer mit Karl Tietscher aus Bruneck und dem Grödener Josef Crepaz den BAS.
Spätere Mitglieder waren:
| - Luis Amplatz - Norbert Burger - Siegfried Carli - Josef Fontana | - Anton Gostner - Franz Höfler - Sepp Innerhofer - Peter Kienesberger | - Heinrich Klier - Georg Klotz - Martin Koch | - Sepp Mitterhofer - Wolfgang Pfaundler - Jörg Pircher | - Siegfried Steger - Kurt Welser - Luis Egger |

## Bilanz
In den 32 Jahren der Unruhe vom 20. September 1956 bis zum 30. Oktober 1988 wurden 361 Attentate verübt. Mindestens 21 Tote (15 Ordnungshüter, 2 Zivilisten und 4 Aktivisten) und 57 Verletzte (24 unter den italienischen Ordnungshütern, 33 Zivilisten) waren zu beklagen. Die Anschläge der 1980er Jahre sind nicht auf den BAS, sondern zunächst zum Teil auf eine „Gruppe Tirol“, auf einige italienische neofaschistische Organisationen, später ab ca. 1986 auf die Gruppe „Ein Tirol“ zurückzuführen.
Die italienische Gerichtsbarkeit verurteilte 157 Personen: 103 Südtiroler, 40 Österreicher und 14 Deutsche. Am 20. April 1966 wurden im sogenannten zweiten Mailänder Prozess gegen 36 Angeklagte des Befreiungsausschusses Südtirol die Urteile gesprochen.

## Spätere Entwicklungen
1964 wurde der Carabiniere Vittorio Tiralongo in Mühlwald bei Taufers erschossen. Die Tat wurde den vier „Puschtra Buibm“ („Pusterer Buben“: Siegfried Steger, Josef Forer, Heinrich Oberleiter, Heinrich Oberlechner) zugeschrieben, die später in Abwesenheit wegen anderer Vergehen zu lebenslangen Freiheitsstrafen verurteilt wurden. Die Aussage eines ehemaligen Kollegen des Opfers entlastete später die „Pusterer Buben“. Der neue Zeuge behauptet allerdings, dies schon 1964 zu Protokoll gegeben zu haben, ohne dass dies von den ermittelnden Behörden berücksichtigt wurde. Infolge dieser Erkenntnisse hat die Staatsanwaltschaft Bozen im Jahr 2009 neue Ermittlungen aufgenommen, bislang ohne Ergebnis. Auch von Seiten der Politik wird eine lückenlose Aufklärung und eine Neuaufnahme des Verfahrens gefordert.
Es gibt Spekulationen, der Mord an Tiralongo soll dem damals kommandierenden General der Carabinieri, Giovanni De Lorenzo, als Vorwand gedient haben, um ein oder zwei Südtirol-Aktivisten zu eliminieren. Drei Tage nach dem Mord an Tiralongo wurde der Aktivist Luis Amplatz von dem mutmaßlichen Geheimagenten Christian Kerbler erschossen und Georg Klotz dabei schwer verletzt.

## Dauerausstellung
2018 hat der patriotisch gesinnte Verein Südtiroler Geschichte unter den Bozner Lauben eine Dauerausstellung zur Geschichte des BAS unter dem Titel BAS – Opfer für die Freiheit eingerichtet, zu der auch ein Katalog erschienen ist. 2019 übernahm die Historikerin Margareth Lun die Ausstellungsleitung. 2021 wurde die Ausstellung dahingehend kritisiert, diese sei zwar „handwerklich gut gemacht“, stelle aber eine „inhaltlich apologetische, den Opfermythos strapazierende Darstellung des Südtirol-Terrorismus (dieser Begriff wird auffallenderweise vermieden) der 1950er bis 1980er Jahre“ dar. Ebenso wurde moniert, dass die Ausstellung eine postfaktische „alternative Erzählung“ biete, die etwa die gerichtlich dem Südtirolterrorismus angelasteten Anschläge vom 20. Oktober 1962 in den Bahnhöfen von Trient und Verona, die ein Menschenleben und zahlreiche Verletzte forderten, der„tschechoslowakischen Staatssicherheit“ in die Schuhe schiebe.

## Amnestierung oder Begnadigung
Nach einem Besuch beim italienischen Präsidenten Sergio Mattarella am 7. Juni 2021 erklärte der österreichische Bundespräsident Alexander Van der Bellen, man wäre „seit Jahren im Gespräch“ über eine generelle Amnestie für die letzten Lebenden der inhaftierten Südtirolattentäter – drei der vier „Pusterer Buam“.
Kurz vor dem Ende seiner Amtszeit begnadigte Mattarella am 9. Dezember 2021 den seit 1968 in Bayern lebenden Heinrich Oberleiter. Die Staatsanwaltschaft Brescia, die den Fall untersuchte, hatte bereits 2019 dem von den Kindern Oberleiters eingereichten Gnadengesuch zugestimmt. Mattarella begründete seine Entscheidung damit, dass durch Oberleiter niemand zu Tode gekommen sei. Oberleiter habe bekundet, dass er jede Form von Gewaltanwendung ablehne und den Schmerz der Hinterbliebenen der damaligen Opfer der Anschläge bedaure. Nach der Bekanntgabe der Begnadigung sprach Landeshauptmann Arno Kompatscher von einem Akt der Sensibilität und Großherzigkeit. Staatspräsident Mattarella habe mit Bundespräsident Van der Bellen für Südtirol bleibende Zeichen für Freundschaft und Verbundenheit gesetzt. Heinrich Oberleiter verstarb zum Jahreswechsel 2022/23 in Folge eines Autounfalls.
Die beiden anderen zum Zeitpunkt der Begnadigung von Oberleiter noch lebenden „Pusterer“, Siegfried Steger und Sepp Forer, hatten kein Gnadengesuch eingereicht.

## Filmdokumentation
- Bomben gegen Rom: Bayern und der „Freiheitskampf“ in Südtirol, ARD-Mediathek, BR Fernsehen 2021.[35]